# Девелопрес (волейбольный клуб)
«Девелопрес» (пол. Developres) — польский женский волейбольный клуб из Жешува. В 2023—2024 носил название «ПГЭ Рысице».

## Достижения
- чемпион Польши 2025;
  - 5-кратный серебряный (2020, 2021, 2022, 2023, 2024) и двукратный бронзовый (2017, 2019) призёр чемпионатов Польши.
- двукратный победитель розыгрышей Кубка Польши — 2022, 2025;
  - двукратный серебряный призёр Кубка Польши — 2019, 2020.
- двукратный обладатель Суперкубка Польши — 2021, 2022.

## История
Женский волейбольный клуб «Девелопрес» (Жешув) был образован в апреле 2012 года на базе местного ВК «Болеслав» (выступал в 3-й лиге) и получил название по строительной компании «Developres SP. Z O. O.», ставшей генеральным спонсором клуба. В том же году команда дебютировала в чемпионате Польши, заняв по итогам сезона 2012/2013 2-е место во 2-й группе (3-й по значимости дивизион) и получила право на повышение в классе. В следующем сезоне «Девелопрес» выступал уже в 1-й группе национального чемпионата, где занял 3-е место. В последовавшем переходном турнире жешувские волейболистки стали вторыми и вышли в главный дивизион чемпионата Польши — Орлен-лигу.
Первые два сезона среди сильнейших клубов Польши для «Девелопреса» складывались тяжело — команда постоянно балансировала в зоне вылета, но в концовках чемпионатов каждый раз ей удавалось избежать расставания с Орлен-лигой. Ситуация изменилась в 2016/2017, когда в преддверии сезона команда значительно укрепила состав, а в январе 2017 главным тренером был назначен опытный итальянский специалист Лоренцо Мичелли. Эти меры позволили волейболисткам из Жешува впервые выиграть медали (бронзовые) национального первенства.

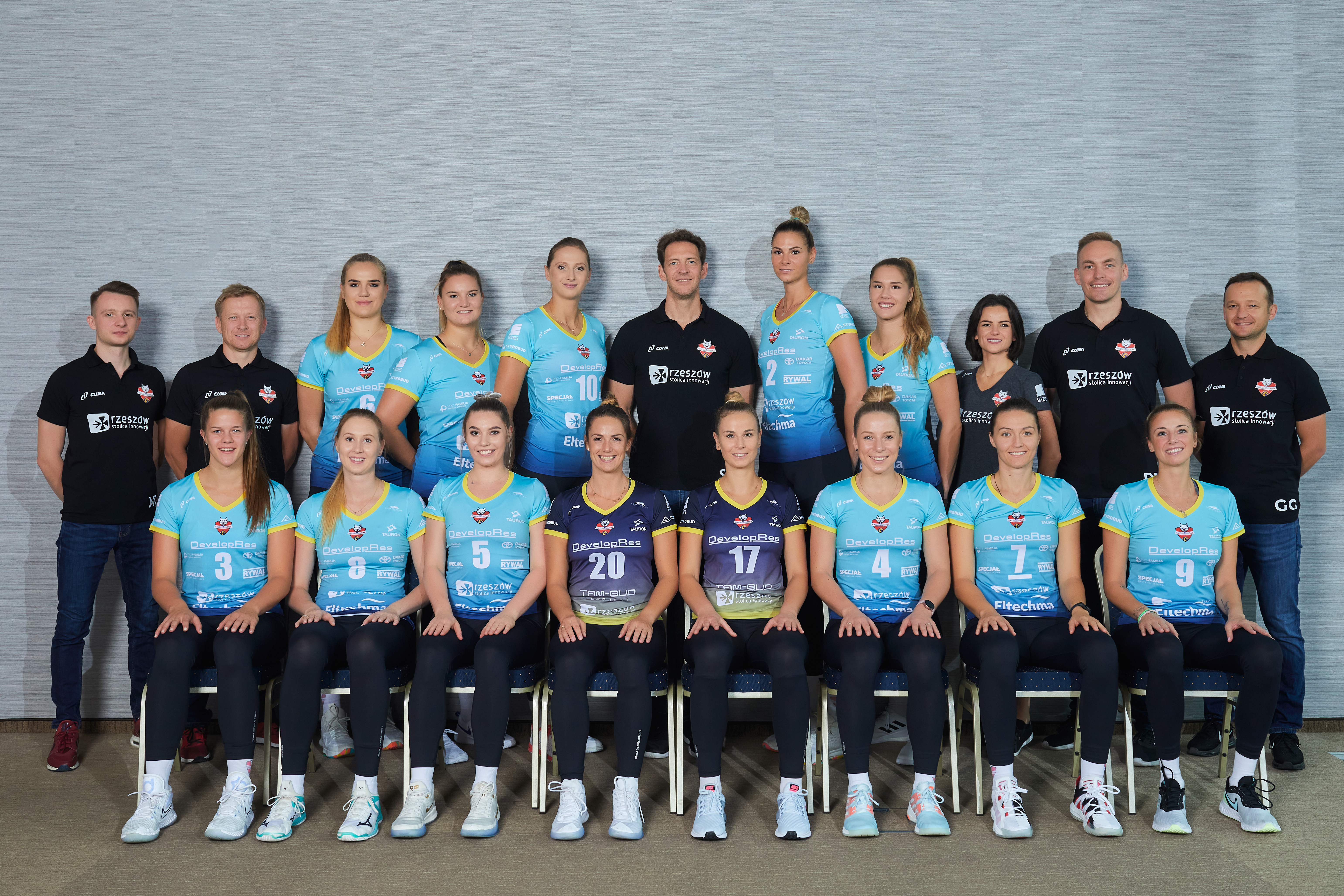
«Девелопрес». Сезон 2020—2021

Вновь взойти на призовой подиум «Девелопрес» сумел спустя два года под руководством всё того же Мичелли, выиграв «бронзу» чемпионата. С тех пор команда из Жешува неизменно (уже 7 сезонов подряд) становится призёром чемпионатов Польши, причём 5 раз подряд (2020—2024) серебряным, прежде чем добраться до высшей ступени пьедестала. После прерванного из-за пандемии COVID-19 чемпионата 2019/2020, когда расстановка мест была определена по итогам предварительного этапа, в 2021—2024 «Девелопрес» неизменно выходил в финал национальных чемпионатов, но каждый раз уступал своим соперникам — трижды «Хемику»(в 2021 — 1-3, в 2022 — 0-3 и в 2024 — 0-3 в сериях) и один раз ЛКС (в 2023 — 1-3), 
В 2025 году к жешувским волейболисткам наконец пришёл долгожданный успех. Под руководством вернувшегося в команду по ходу сезона французского тренера Стефана Антига (возглавлял команду в 2019—2024) «Девелопрес» уверенно первенствовал на предварительной стадии (20 побед в 22 матчах), а в плей-офф одержал в 7 матчах 7 побед (в том числе в финальной серии с ЛКС — 3:0, 3:1, 3:1) и впервые стал обладателем «золота» чемпионата Польши. Лучшим игроком первенства была признана волейболистка «Девелопреса» голландка Маррит Яспер В этом же сезоне команда во второй раз в своей истории (первый раз — в 2022 году) выиграла Кубок Польши, победив в финале ЛКС 3:0.
В сезоне 2017/2018 «Девелопрес» дебютировал в Лиге чемпионов ЕКВ, но не сумел выйти из группы предварительного этапа. Такой же результат постиг команду из Жешува и в розыгрыше 2020/2021, а в последующих турнирах Лиги «Девелопрес» неизменно преодолевал групповой этап, но лучшего чего сумел достичь — это участие в четвертьфиналах соревнований. В 2022 жешувские волейболистки в 1/4 уступили турецкому «Вакыфбанку», спустя год — турецкой «Эджзаджибаши», в 2024 — тому же «Вакыфбанку» в 1/8, а в 2025 — лидеру европейского и мирового клубного волейбола — итальянской команде «Имоко Воллей».      

## Волейбольный клуб «Девелопрес»
ВК «Девелопрес» включает две женские команды — «Девелопрес» (Таурон лига чемпионата Польши) и «Девелопрес»-2 (3-я лига — 4-й по значимости дивизион).
- Президент клуба — Рафал Мардонь.
- Вице-президент — Эва Валас.
- Менеджер команды — Паулина Перет.

## Арена
Домашние матчи ВК «Девелопрес» проводит в зале «Подпроме» (пол. Hala Podpromie; другое название — региональный спортивно-развлекательный центр имени Яна Стжельчика), расположенном в центральной части Жешува. Открыт 16 июня 2002 года. Имеет три зала — главный, западный и восточный. Вместимость трибун главного игрового зала — 6800 зрителей (стационарных мест — 4300). 

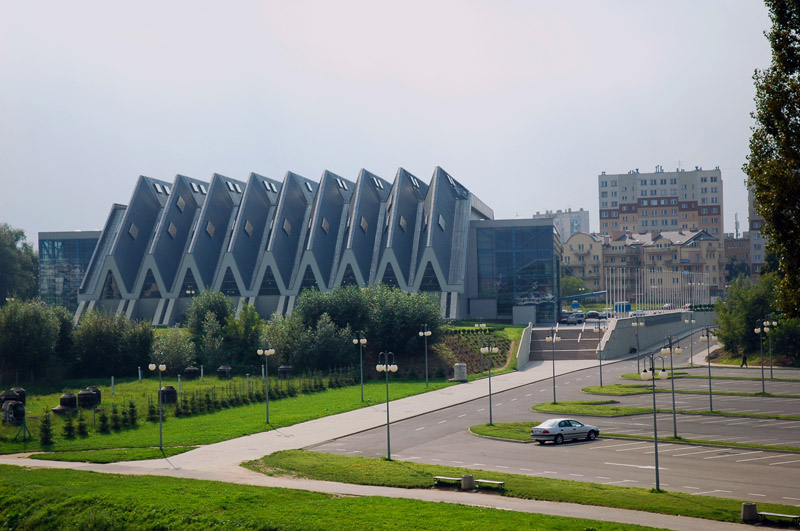
Зал «Podpromie»
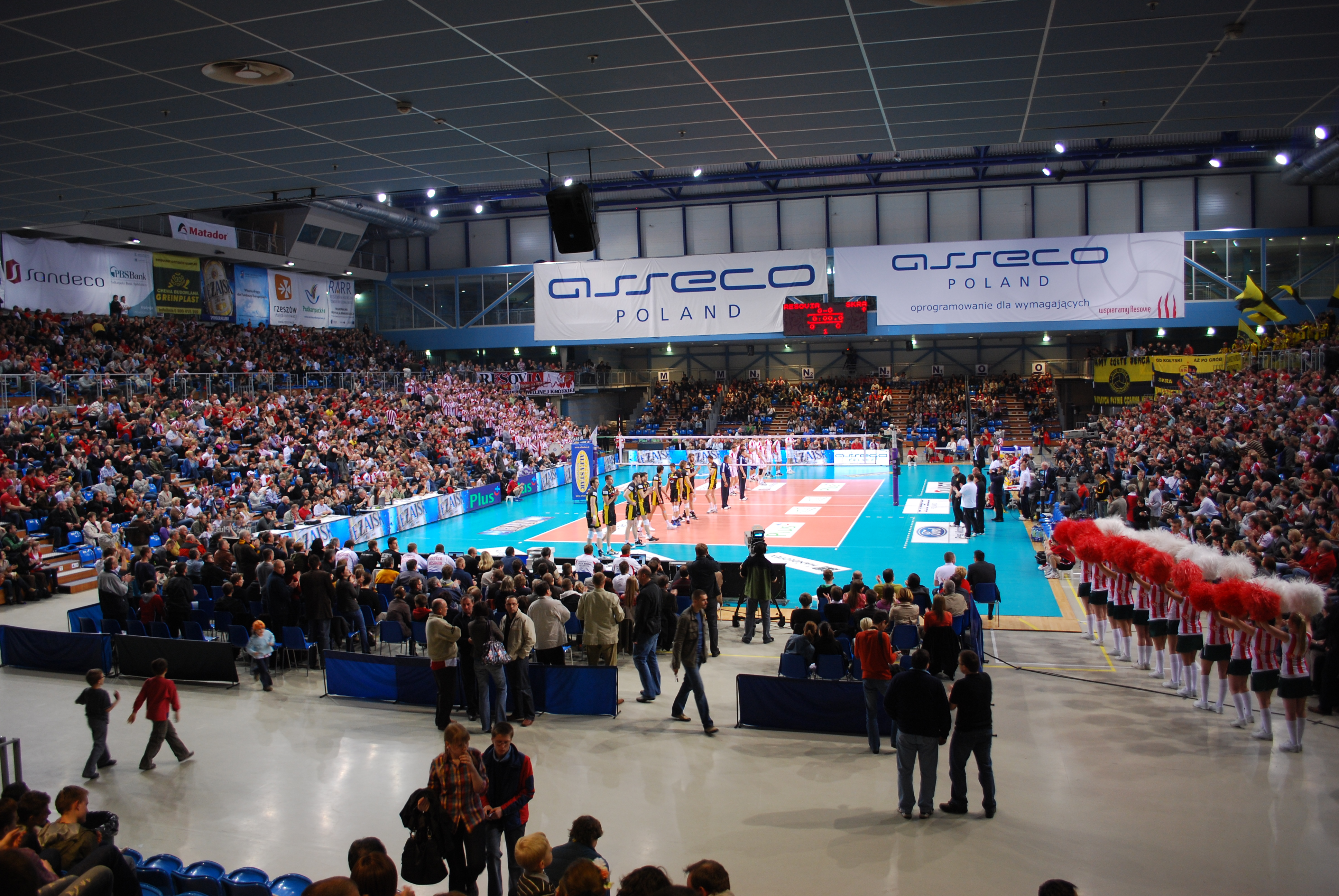
Главный игровой зал

## Сезон 2024—2025

### Состав
| №  | Имя, фамилия            | Год рождения | Рост | Амплуа      | Гражданство |
| -- | ----------------------- | ------------ | ---- | ----------- | ----------- |
| 3  | Бруна Онорио Маркис     | 1989         | 182  | нападающая  | Бразилия    |
| 5  | Агнешка Корнелюк        | 1994         | 200  | центральная | Польша      |
| 6  | Маррит Яспер            | 1996         | 180  | нападающая  | Нидерланды  |
| 8  | Сабрина ди Жезус Машадо | 1996         | 184  | нападающая  | Бразилия    |
| 9  | Вероника Центка-Тетянец | 2000         | 192  | центральная | Польша      |
| 10 | Катажина Венерская      | 1993         | 180  | связующая   | Польша      |
| 12 | Александра Щигловская   | 1998         | 174  | либеро      | Польша      |
| 13 | Карина Хмелевская       | 1997         | 173  | связующая   | Польша      |
| 14 | Моника Федусио          | 1999         | 183  | нападающая  | Польша      |
| 18 | Александра Дудек        | 1997         | 187  | нападающая  | Польша      |
| 19 | Элисабет Висет Кампос   | 2000         | 178  | нападающая  | Куба        |
| 22 | Каролина Федорек        | 1994         | 185  | центральная | Польша      |
| 23 | Магда Кубас             | 2004         | 172  | либеро      | Польша      |
| 95 | Магдалена Юрчик         | 1995         | 183  | центральная | Польша      |

- Главный тренер —  Стефан Антига.
- Тренеры — Бартоломей Бартодзейский, Артур Плонка.